# فرانک هری
فرانک هری (انگلیسی: Franck Héry؛ زادهٔ ۲۶ آوریل ۱۹۹۳) بازیکن فوتبال اهل فرانسه است که در پست مدافع بازی می‌کند.
از باشگاه‌هایی که در آن بازی کرده‌است می‌توان به باشگاه فوتبال ونس، باشگاه فوتبال رن و باشگاه فوتبال گنگام اشاره کرد.